# Quiz Show
Quiz Show ist ein Film von Robert Redford. Er beruht auf dem Quizshow-Skandal um Charles Van Doren, einer wahren Begebenheit. Als Drehbuchvorlage diente Richard N. Goodwins Buch Remembering America: A Voice From the Sixties.

## Handlung
In den 1950er-Jahren hält eine Quizshow ganz Amerika in Atem: Die Show Twenty-One lockt regelmäßig Millionen Zuschauer vor den Fernseher. Das Showprinzip ist einfach: Zwei Kandidaten treten in schalldichten Boxen voneinander getrennt gegeneinander an und müssen Quizfragen richtig beantworten. Sie dürfen wählen, wie viele Punkte sie für eine bestimmte Frage einsetzen: Beantworten sie die Frage richtig, erhalten sie die Punkte, beantworten sie sie falsch, wird ihnen die Punktzahl abgezogen. Wer zuerst 21 Punkte hat, gewinnt, wobei die beiden Kontrahenten den Punktestand des jeweils anderen nicht kennen. Der Gewinner einer Show darf in der nächsten Sendung gegen einen neuen Herausforderer antreten, die Geldgewinne in jeder Sendung sind sehr hoch.
Seit Wochen gewinnt der jüdische Herbie Stempel die Show, und obwohl er zu Beginn für hohe Einschaltquoten gesorgt hat, werden die Zuschauer seiner überdrüssig: Die Einschaltquoten stagnieren, und Herbie wird von den Machern der Show angewiesen, eine Frage falsch zu beantworten. Ihm wird gesagt, welche Frage er falsch beantworten soll, und sogar die falsche Antwort wird ihm vorgegeben. Herbie fühlt sich erniedrigt, weil es eine einfache Frage ist. Sein Kontrahent in der entscheidenden Sendung ist der junge und eloquente Charles Van Doren, Literaturdozent an der Columbia-Universität und Mitglied einer bekannten Intellektuellenfamilie. Herbie beantwortet die Frage wie angegeben falsch, während Charles als entscheidende Frage eine erhält, die er bereits bei seinem Vorstellungstest beantworten musste – für die Macher ist Charles der neue Quotengarant, für den sie nichts dem Zufall überlassen wollen.
Charles erhält in den nächsten Sendungen zunächst Fragen, die er im Vorstellungstest bereits wusste, später werden ihm Fragen vor der Sendung zugeteilt und schließlich sogar Fragen mit dazugehörigen Antworten gegeben, die er im Gegensatz zu seinem Gegner lange vor der Sendung erhält. Er gewinnt die Quizsendung zahlreiche Male in Folge, verdient mehr als sein Vater, ein angesehener Literaturprofessor, und wird im Land so populär, dass er sogar auf das Cover des Time Magazine kommt. Herbie wiederum zeigt die NBC, die die Show produziert, wegen Betruges an. Er sagt vor Gericht aus, dass die gesamte Show konstruiert ist, doch werden die Akten nach Beendigung der Anhörung versiegelt und sind nicht für die Öffentlichkeit einsehbar.

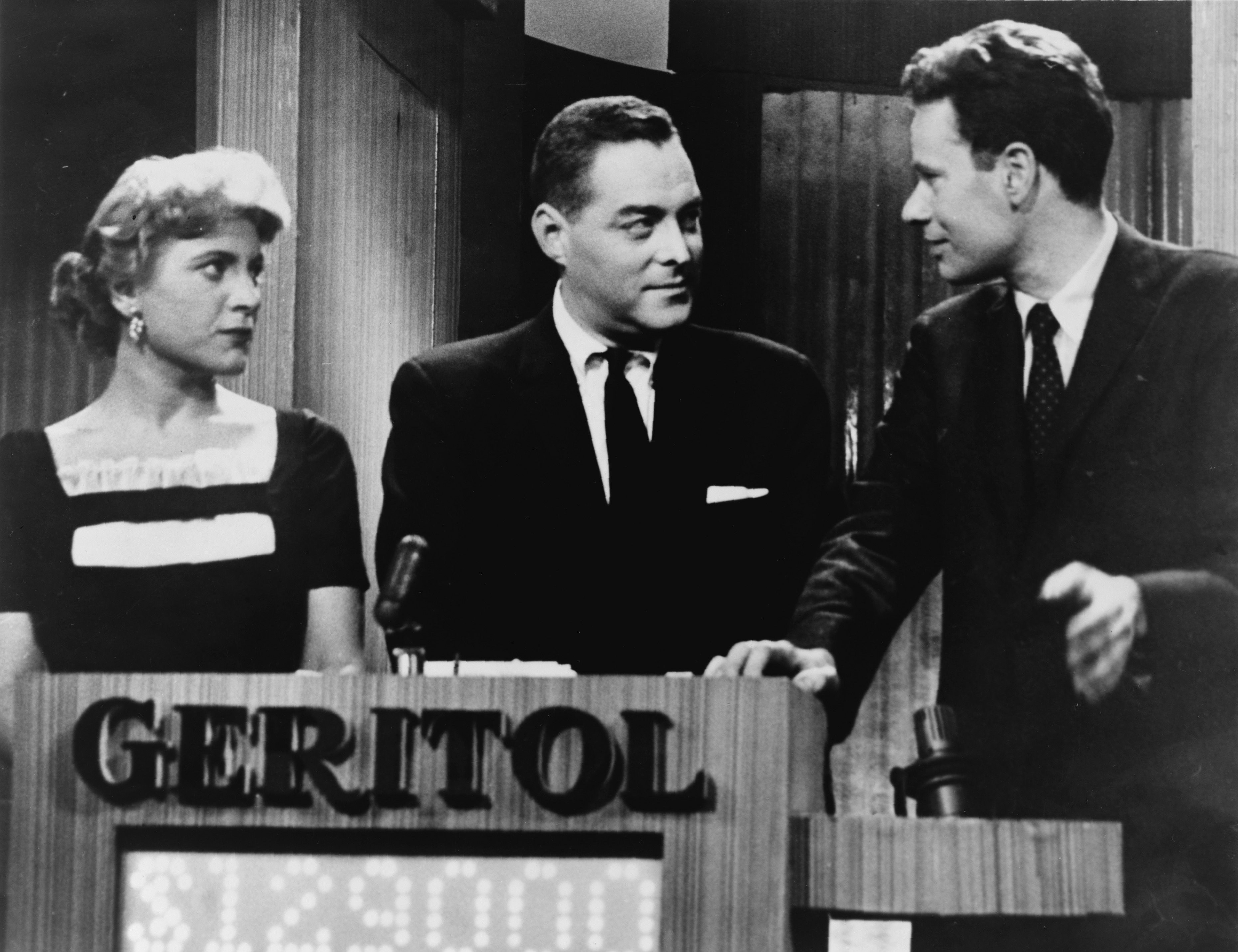
Der reale Charles Van Doren (re.) neben Moderator Jack Barry (1918–1984) in der Show Twenty-One

Der junge Anwalt Dick Goodwin liest in der Zeitung von der Versiegelung der Akten und beginnt, Nachforschungen anzustellen. Mit der Zeit kommt er der Wahrheit auf die Spur und erfährt auch, dass selbst der intelligente Charles die Antworten auf die Fragen der Show bereits Tage vorher weiß. Auch frühere Teilnehmer der Sendung haben Fragen und Antworten vor der Sendung erhalten. Beweisen kann Dick dies, da ein Kandidat vor einiger Zeit die Frage- und Antwortbögen zwei Tage vor der Sendung per Einschreiben an sich selbst versendet hatte und den noch ungeöffneten Brief nun Dick überlässt. Er will die Programmverantwortlichen und den Leiter der NBC zur Verantwortung ziehen. Ein von dem 86. Kongress eingesetzter Ausschuss soll die Angelegenheit untersuchen. Unterdessen gibt Charles, der durch die Ermittlungen des House Subcommittee on Legislative Oversight unter Druck gesetzt wird und sein altes Leben ohne den Presserummel zurücksehnt, in der Quizshow ohne Vorgabe eine falsche Antwort und verliert. Er hofft, wieder in Ruhe an der Universität lehren zu können. Doch schließlich muss Dick gegen seine Absicht Charles, der in der Öffentlichkeit als der Inbegriff der Sendung gilt, als Zeuge zur Causa „Quiz Show“ vor die Grand Jury rufen.
Während der Verhandlung, die in diesem Fall vor Publikum stattfindet, gibt Charles eine Erklärung ab, in der er zugibt, die Öffentlichkeit und die Zuschauer der Sendung betrogen zu haben. Während er und seine Familie mit persönlichen Konsequenzen zu rechnen haben, da die Columbia-Universität in der Folge über die Entlassung Charles’ aus dem Universitätsdienst berät und auch der Ruf seines Vaters beschädigt ist, bezeichnen sich die eigentlichen Verantwortlichen des Senders ungerührt als unschuldig und lehnen jede Verantwortung für den Schwindel ab: Alles sei nur Show, und solange sich das Publikum unterhalten fühlt, habe man keinen Fehler gemacht. Dick Goodwin erkennt, dass er mit seinem Engagement am Ende das Gegenteil dessen erreicht hat, was er wollte.

## Kritik
„Ein als animierendes (negatives) Exempel einer Zeit des geistigen und moralischen Umbruchs angelegter Film, der gleichermaßen unterhält und zur Reflexion auffordert.“

- Filmkritiker Roger Ebert gab dem Film dreieinhalb von vier Sternen und nannte das Drehbuch „smart, subtil und schonungslos“[3].
- Filmkritiker James Berardinelli lobte „das hervorragende Spiel von Fiennes“ und lobte auch John Turturro[4].
- Auf Rotten Tomatoes hat der Film eine positive Rate von 96 %.[5]

## Auszeichnungen/Nominierungen
- Es gab Oscar-Nominierungen 1995 für Paul Scofield als Bester Nebendarsteller, Robert Redford für die Beste Regie, als Bester Film und für das Beste adaptierte Drehbuch.
- Bestes Drehbuch, 1995, BAFTA Award
- Bestes Drehbuch, 1996, London Critics Circle Film Awards
- Bester Film, 1994, New York Film Critics Circle Award